# Балтабаев, Таджикузи
Таджикузи Балтабаев — советский узбекистанский хозяйственный деятель, Герой Социалистического Труда.

## Биография
Родился в 1920 году в Фергане. Член КПСС с 1944 года.
Участник Великой Отечественной войны: комсорг 3-го батальона 126-го стрелкового полка 71-й стрелковой дивизии
В 1949—1952 — мастер, в 1952—1956 — директор производственного училища в Фергане.
В 1956—1980 — машинист автопогрузчика управления «Электромонтаж» треста «Ирсовхозстроймонтаж» Главсредазирсовхозстроя Министерства мелиорации и водного хозяйства Узбекской ССР в Мирзачуле.
Указом Президиума Верховного Совета СССР от 5 ноября 1966 года присвоено звание Героя Социалистического Труда с вручением ордена Ленина и золотой медали «Серп и Молот».
Умер после 1985 года.

## Награды и звания
- Герой Социалистического Труда (05.11.1966)
- Орден Ленина (05.11.1966)
- Орден Отечественной войны I степени (26.03.1945, 06.04.1985)
- Орден Красной Звезды (17.11.1944)